# Campfire Songs
Campfire Songs är Animal Collectives tredje studioalbum. När skivan gavs ut hade fortfarande gruppen inte ett namn, och skivan gavs således ut under gruppnamnet Campfire Songs. Det är det första av gruppens album där Josh Dibb (Deakin) medverkar. Brian Weitz (Geologist) spelade inte något instrument men hade hand om inspelningen. Albumet, inspelat november 2001 på en veranda, spelades in på en tagning och innehåller inga musikaliska pauser.

## Låtlista
1. "Queen In My Pictures" – 9:58
2. "Doggy" – 4:39
3. "Two Corvettes" – 4:58
4. "Moo Rah Rah Rain" – 11:01
5. "De Soto de Son" – 11:34